# Двадцать пять тысяч рублей
Два́дцать пять ты́сяч рубле́й (25 000 рубле́й) — банкноты, выпускавшиеся в России и СССР в 1921—1923 годах.

## История
Денежные знаки столь крупного номинала печатались в СССР в связи с гиперинфляцией. Они имели параллельное хождение с червонцами. 25 000 рублей выпускались в виде банкноты. Долго банкноты данного номинала в обращении не были, они были отменены в 1924 году, в связи с денежной реформой 1924 года.
Банкнота номиналом в 25 000 рублей была выпущена в ЗСФСР в 1923 году.

## Характеристики банкнот
| Изображение     | Изображение       | Размеры (мм) | Основные цвета | Описание                                                                            | Описание                                               | Описание              | Дата выхода |
| Лицевая сторона | Оборотная сторона | Размеры (мм) | Основные цвета | Лицевая сторона                                                                     | Оборотная сторона                                      | Водяной знак          | Дата выхода |
| --------------- | ----------------- | ------------ | -------------- | ----------------------------------------------------------------------------------- | ------------------------------------------------------ | --------------------- | ----------- |
|                 |                   | 161×88       | фиолетовый     | Орнамент, номинал, предупредительные надписи                                        | Орнамент, номинал                                      | —                     | 1921        |
|                 |                   | 155×79       | фиолетовый     | Герб СССР, номинал цифрами и прописью, пояснительные надписи, профиль красноармейца | Номинал цифрами и прописью на языках союзных республик | Профиль красноармейца | 1923        |

## Памятные монеты
Всего (по состоянию на 2013 год) Банк России выпустил 4 вида памятных монет данного номинала из золота 999-й пробы, весом три килограмма (каждая). Последняя выпущенная памятная монета данного номинала посвящена зимним олимпийским играм 2014 года в Сочи (на монете указан год «2014»).
| Изображение     | Изображение       | Диаметр (мм) | Описание | Описание | День выхода     |
| Лицевая сторона | Оборотная сторона | Диаметр (мм) | Лицевая сторона | Оборотная сторона | День выхода     |
| --------------- | ----------------- | ------------ | --- | --- | --------------- |
|                 |                   | 120          | Вверху — эмблема Банка России (двуглавый орёл с опущенными крыльями, под ним — надпись полукругом «БАНК РОССИИ»), над ней — надпись по кругу: «ДВАДЦАТЬ ПЯТЬ ТЫСЯЧ РУБЛЕЙ», под эмблемой — дата выпуска «2008 г.», ниже на фоне гильоширных элементов — изображения бумажных денежных знаков и монет, слева — обозначения драгоценного металла, пробы сплава и товарного знака монетного двора, справа — содержание химически чистого металла и порядковый номер монеты №__.                                                                                            | В центре верхнего сегмента — комплекс предприятий Экспедиции заготовления государственных бумаг, справа — река с плывущими по ней судами и мост, на втором плане — очертания архитектурной панорамы г. Санкт-Петербурга, вверху по окружности — надпись: «ЭКСПЕДИЦИЯ ЗАГОТОВЛЕНИЯ ГОСУДАРСТВЕННЫХ БУМАГ»; в нижнем сегменте на фоне гильоширных элементов — изображения бумажных денежных знаков, на полосе, разделяющей сегменты — надпись в одну строку: «УЧРЕЖДЕНА В 1818 г.». | 11 августа 2008 |
|                 |                   | 120          | Вверху — эмблема Банка России (двуглавый орёл с опущенными крыльями, под ним — надпись полукругом «БАНК РОССИИ»), над ней — надпись по кругу: «ДВАДЦАТЬ ПЯТЬ ТЫСЯЧ РУБЛЕЙ», под эмблемой — дата выпуска «2009 г.», ниже на фоне гильоширных элементов — изображения бумажных денежных знаков и монет, слева — обозначения драгоценного металла, пробы сплава и товарного знака монетного двора, справа — содержание химически чистого металла и порядковый номер монеты №__.                                                                                            | В верхнем сегменте зеркальной поверхности диска справа — изображения двух мужчин в сцене торга и лотка с мехами между ними, слева — плывущие по реке два парусника и Петропавловская крепость, в нижнем сегменте на фоне 8 волнообразных линий — изображения десяти монет, по окружности на матовой поверхности — надпись: «ИСТОРИЯ ДЕНЕЖНОГО ОБРАЩЕНИЯ РОССИИ». | 1 октября 2009  |
|                 |                   | 120          | В центре диска на зеркальном поле — эмблема Банка России (двуглавый орёл с опущенными крыльями, под ним — надпись полукругом «БАНК РОССИИ»), над ней вверху — надпись по кругу: «ДВАДЦАТЬ ПЯТЬ ТЫСЯЧ РУБЛЕЙ», под эмблемой внизу — дата выпуска «2012 г.», слева — обозначения драгоценного металла, его пробы и содержания химически чистого металла, справа — порядковый номер монеты № ___ и товарный знак монетного двора; вдоль канта — две концентрические линии с четырьмя декоративными элементами, расположенными по вертикальной и горизонтальной осям диска. | В центре диска на зеркальном поле — изображение храма Христа Спасителя в Москве, вокруг него на лавровом венке в медальонах — портреты Александра I, М. И. Кутузова, П. Х. Витгенштейна, Д. В. Давыдова, П. И. Багратиона и М. Б. Барклая де Толли, внизу — кивер над скрещенным оружием, штандартами и военной амуницией, под ними — надпись полукругом: «ОТЕЧЕСТВЕННАЯ ВОЙНА 1812 ГОДА».                                                                                        | 1 ноября 2012   |
|                 |                   | 120          | В центре диска на зеркальном поле — герб России (двуглавый орёл с поднятыми крыльями, скипетром в левой лапе и державой в правой, увенчанный тремя коронами Российской Империи, на груди орла — герб Москвы), над гербом — надпись «РОССИЙСКАЯ ФЕДЕРАЦИЯ», под гербом внизу — надписи «25000 рублей» и «2014 г.», слева — обозначения драгоценного металла, его пробы и порядковый номер монеты № ___ , справа — содержание химически чистого металла и товарный знак монетного двора.                                                                                  | Вверху — изображение представителей зимних видов спорта на фоне гор, внизу — представителей летних видов спорта на фоне спортивных сооружений в Москве, слева — Московского Кремля и эмблемы XXII Олимпийских игр в Москве 1980 года, имеются: в центре — римские цифры «XXII», справа — в две строки надпись «СОЧИ» и дата «2014», под ними — пять олимпийских колец. | 3 июня 2013     |

## Галерея исторических банкнот

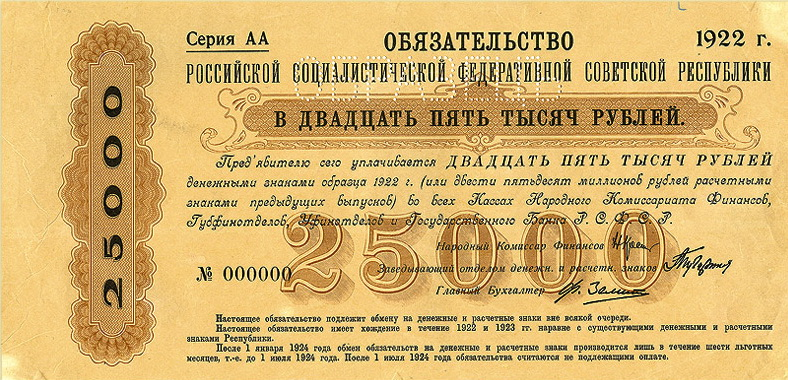
Обязательство 25 000 рублей (1922)
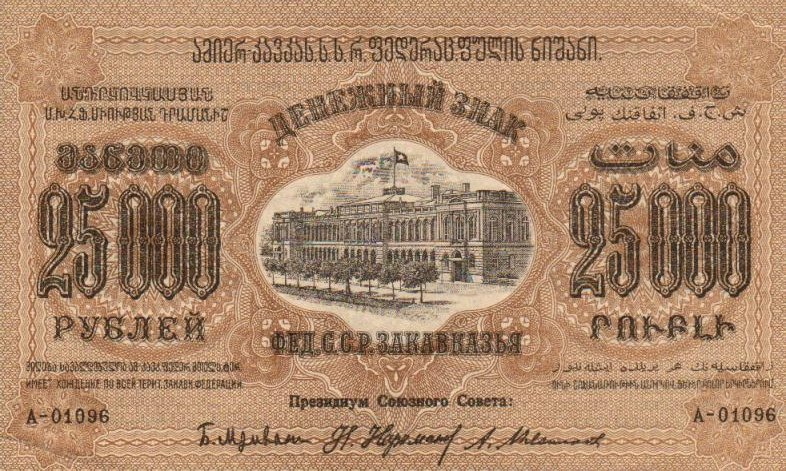
ЗСФСР 25 000 рублей, лицевая сторона (1923)
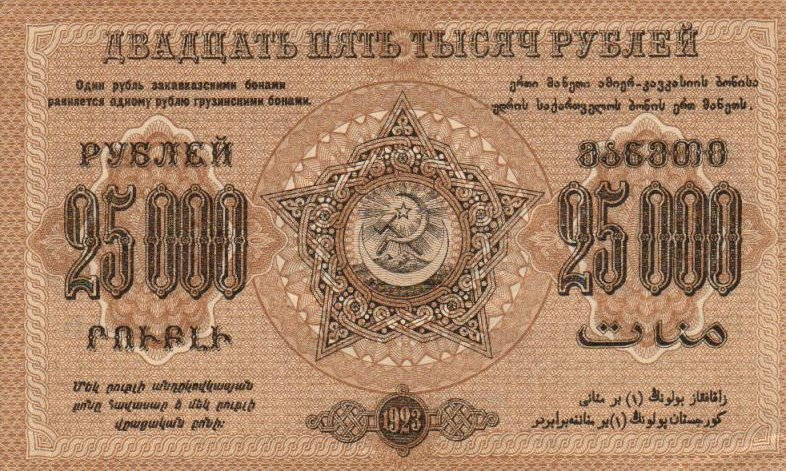
ЗСФСР 25 000 рублей, оборотная сторона (1923)